# Zjadacz dyń
Zjadacz dyń (oryg. The Pumpkin Eater) – dramat brytyjski z 1964 roku w reżyserii Jacka Claytona. Film jest adaptacją opowiadania Penelope Mortimer.

## Obsada
- Anne Bancroft - Jo Armitage
- Peter Finch - Jake Armitage
- James Mason - Bob Conway
- Janine Gray - Beth Conway
- Cedric Hardwicke - Ojciec Jo'a
- Rosalind Atkinson - Matka Jo'a
- Alan Webb - Ojciec Jake'a
- Richard Johnson - Giles
- Maggie Smith - Philpot
- Eric Porter - Psychiatra
- Cyril Luckham - Doktor
- Anthony Nicholls - Chirurg
- John Franklyn-Robbins - Pastor
- John Junkin - Właściciel zakładu pogrzebowego
- Yootha Joyce - Kobieta u fryzjera